# Маяк (гора, Мінська височина)
Маяк — третя за висотою (335 м) точка в Білорусі, розташована на сході Воложинського району Мінської області, біля села Шаповали. 
Біля підніжжя гори беруть початок річки Уша (притока Віліі; басейн Німана) і Свіслоч (басейн Дніпра).
Складена червоно-бурими, частково завалуненими суглинками, іноді глинами з покривом лесовидних суглинків. 